# Isakhel
Isakhel (també Isa Khel) és una ciutat del districte de Mianwali, al Panjab, Pakistan, capital del tehsil del mateix nom. La població el 1901 era de 7.630 habitants. El 1998 la població era de 14.998 habitants.
Fou fundada el 1830 per Ahmad Khan, ancestre dels kans Isa Khel dels Niazai. El nom el va agafar de Shah Isa Khel, un mestre de religió, els descendents del qual encara viuen a la ciutat. La municipalitat fou creada el 1875. Fou capital del districte de Bannu fins al novembre de 1901 quan es va crear la [Província de la Frontera del Nord-oest] i Bannu hi fou inclosa sense el tehsil d'Isakhel que va passar al nou districte de Mianwali al Panjab.